# Abdul Kadir Khan
Abdul Qadeer Khan (A.Q. Kahn), född 1 april 1936 i Bhopal, Brittiska Indien, död 10 oktober 2021 i Islamabad, Pakistan, var en pakistansk ingenjör och kärnfysiker. Hans mellannamn har också skrivits som Quadeer, Qadir eller Gadeer.
Han är mest känd för att ha varit den ledande vetenskapsmannen bakom det atomvapenprogram som hjälpte Pakistan att skapa kärnvapen. I januari 2004 erkände han sitt hemliga deltagande i spridningen av kärnvapenteknologi från Pakistan till Libyen, Iran och Nordkorea. I februari samma år förklarade Pakistans president, general Pervez Musharraf, att han hade benådat Khan som ses som en hjälte i hemlandet.
Khan har också hävdat att Kina hjälpte Pakistan att framställa två atomvapen 1982.